# Петрівка (Донецьк)
Петрівка — колишнє робітниче селище у Донецьку.

## Історія
У 1930-х роках органом самоврядування була Петрівська сільська рада Мар'їнського району.
Виникло як робітниче поселення на зламі XIX—XX століть при Петрівській групі шахт.
Селище постраждало внаслідок геноциду українського народу, вчиненого урядом СССР у 1932—1933 роках, кількість встановлених жертв — 1873 осіб.
Станом на XX століття — місцевість у Петровському районі Донецька.